# てれすこ
『てれすこ』は、古典落語の演目。鎌倉時代の『沙石集』巻八第十六話「魂魄ノ俗ノ事」が原形とされている。
誰も知らない魚の名前を答えて賞金を得た男が、その後加工された魚に別の名前を答えて罪に問われそうになるという内容である。

## あらすじ
ある漁場で正体不明の魚が獲れ、どの漁師にも名前がわからなかった。困った漁師たちはその魚を持って奉行所を訪れる。役人たちも困り果て、議論のすえ、その魚の魚拓を貼り出して、魚の名前に懸賞金をつける。すると、ある男が名乗り出て、その魚の名は「てれすこ」だと言う。あまりに頓狂な名前を不審に思う役人だが、否定のしようもなく、男にしぶしぶ懸賞金を支払う。
その話を聞いた奉行はその魚を干物にすることを指示。干されて形の変わったその魚の魚拓を取り、ふたたび懸賞金をつけて貼り出す。すると同じ男が現れ、その魚の名は「すてれんきょう」だと言う。これを聞いた奉行は怒り、男はお上を偽ったとして死罪を申し渡される。
男は「死ぬ前に一目妻子に会わせて欲しい」と最後の望みをし、対面した妻へ「いいか、この子が大きくなってもイカを干したものを決してスルメと言わせるな」と告げる。これを聞いた奉行は、膝をぽんと叩いて男を無罪放免とする。
妻は夫が助かるように火物（加熱調理をしたもの。「干物」とかけている）断ちをしたからだ、という落ち。

## バリエーション
落ちのバリエーションとして「助かるのもあたりめえ（スルメの異名あたりめと当たり前をかけている）の話」とするやり方もある（武藤禎夫は「少しくどい」と評している）。また、男が助かる流れをカットして、「スルメと言わせるな」のくだりを落ちにしたバージョンも存在する。

## 魚の名称について
てれすこ、すてれんきょうの語源については、はっきりしない。てれすこはオランダ語で望遠鏡を意味する「テレスコ」telesco（複数形・英語の「テレスコープ」telescopesに相当）、すてれんきょうは「ステレン鏡」であり、「ステレン」はオランダ語の「星々」de sterren、つまり同じく天体望遠鏡のことだとする説がある。英語由来の「ステレオ鏡」（ステレオグラムを、平行法や交差法のように無理をしないで見ることができるビューア）、または、ロシア語の鱈（トレスカ、露: Тресковые）・コチョウザメ（ステルリャジ、露: Стерлядь）とする説もある。
原話となった『沙石集』では生を「クグルグツ」、乾燥品を「ヒヒリヒツ」と呼んでいる。江戸時代の笑話集『醒睡笑』巻六「うそつき」の第2話（寛永5年・1628年）では、生を「ほほらほ」、乾燥品を「くくらく」と呼ぶ（この作品では舞台は「津の国・兵庫の浦」）。
吉四六噺にも全く同趣向の噺があり、そこでは生を「ばばくろう」、乾燥品を「おっきゃらまあ」と呼んでいる。北海道江差町の繁次郎話では、生を「キンキラキンノキン」、乾燥品を「カンカラカンノカン」と呼ぶ。